# Bernabé Visconti
Bernabé Visconti, en italiano y milanés Bernabò y Barnabò (Milán, 1319-Trezzo sull’Adda, 19 de diciembre de 1385), fue señor de Milán entre 1349 y 1385, junto a su tío Giovanni, sus hermanos Mateo y Galeazzo y su sobrino Gian Galeazzo. A Bernabé lo describen los historiadores contemporáneos como un gobernante muy cruel.

## Biografía
Nació en Milán, y fue hijo de Stefano Visconti y Valentina Doria. Entre 1346 y 1349 Bernabé estuvo en el exilio, hasta que pudo regresar gracias a su tío Giovanni, que decidió compartir el poder con los tres hijos de su hermano Stefano. En 1350 Bernabé se casó con Beatrice Regina della Scala, hija de Mastino II Della Scala señor de Verona, forjándose una alianza política y cultural entre las dos ciudades. Sus ambiciones y sus intrigas mantuvieron a Milán en una guerra constante contra el Papa Urbano V, Florencia, Venecia y Saboya. Con la muerte de su tío (1354) Bernabé se hizo cargo de la parte este del Señorío (Bérgamo, Brescia, Cremona y Crema), que lindaba con los territorios de Verona. Sus otros hermanos se hicieron con otras partes del territorio, mientras que Milán capital fue gobernada a turnos por los tres hermanos.
En 1355, el emperador Carlos IV, recién coronado, pasó por Milán de regreso a Alemania. Aquí tuvo que soportar las despreciativas palabras de Francisco Petrarca. Al año siguiente, el ofendido emperador quiso vengar la afrenta y envió al vicario imperial Markward von Raudeck con un ejército. Bernabé rechazó el ataque e hizo prisionero al vicario imperial. En 1360 Bernabé fue declarado hereje y condenado por Carlos IV. Pero el emperador se obstinó en resarcirse y el conflicto no finalizó hasta que Milán fue derrotado en San Ruffillo (29 de julio de 1361) frente a un ejército imperial comandado por Galeotto I Malatesta.
En 1362, tras la muerte del marido de su hermana, Ugolino Gonzaga, decidió atacar la ciudad que este gobernaba, Mantua. En ese momento se encontró luchando en siete frentes distintos, por lo que en diciembre de ese año decidió pedirle la paz al papa mediante la intervención del rey Juan II de Francia. Sin embargo, Bernabé se confundió (o fue engañado), y en vez de presentarse en Bolonia, ciudad papal donde se iba a firmar la paz, se presentó en la mismísima Aviñón (4 de marzo de 1363). El papa aprovechó que lo tenía en sus manos para excomulgarle a él y sus hijos. Bernabé logró escapar, pero el comandante papal Gil Álvarez de Albornoz atrapó a Ambrogio, uno de los hijos de Bernabé. El 13 de marzo se firmó finalmente la paz y Ambrogio fue devuelto a su padre, a costa de que se devolviesen todas las tierras papales ocupadas y se pagasen 500.000 florines.
En primavera de 1368, los Visconti atacaron Mantua con ayuda de Cansignorio della Scala, señor de Verona y Vicenza. Entonces Mantua estaba gobernada por Ugolino Gonzaga (hijo del anterior Ugolino). El conflicto se solucionó a finales de año con un acuerdo entre el emperador y los Visconti. Pero dos años después los Visconti atacaron de nuevo asediando Reggio, que finalmente compraron a Gonzaga en 1371. La siguiente guerra contra sus vecinos, los Este de Módena y Ferrara, volvió a enemistar a Milán con el papa.
En 1373 el papa envió sendos delegados para entregar en mano a Bernabé y su hermano Galeazzo sus excomuniones, que consistían en un pergamino enrollado en una cuerda de seda con un sello de plomo. Bernabé se enfureció de tal modo al recibirlo, que ordenó encarcelar a los delegados y se negó liberarles hasta que se comiesen los documentos, con la cuerda y el sello. Ese año Milán sufrió una terrible plaga.
En 1378 Bernabé se alió con la República de Venecia en la guerra de Chioggia contra la República de Génova. Pero las tropas milanesas fueron derrotadas en Val Bisagno (septiembre de 1379). El despotismo y los altos impuestos para mantener tantas guerras, acabaron por poner a todos los milaneses en contra de Bernabé, que fue desposeído por su primo Gian Galeazzo Visconti en 1385. Se le encarceló en el castillo de Trezzo sull'Adda y en diciembre de ese año fue envenenado. El monumento funerario de Bernabé es una estatua ecuestre que mandó construir en 1363 a Bonino da Campione para situarla en la catedral, aunque estuvo en el ábside de la basílica de San Giovanni in Conca, donde había sido enterrada su mujer un año antes. Esa iglesia fue demolida en 1952 y la estatua está ahora expuesta en el Castillo Sforzesco.

## Descendencia

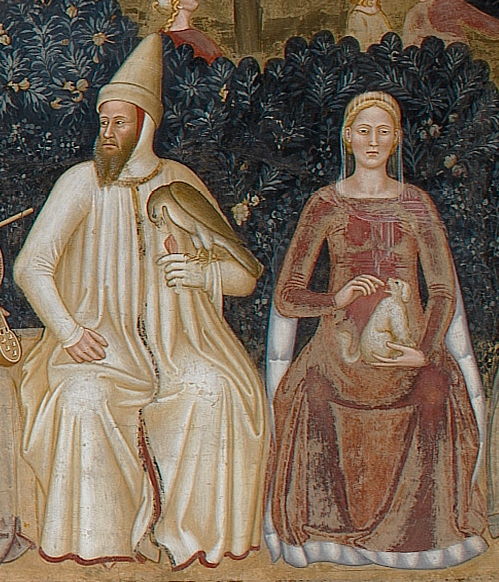
Bernabé y su esposa Beatriz.

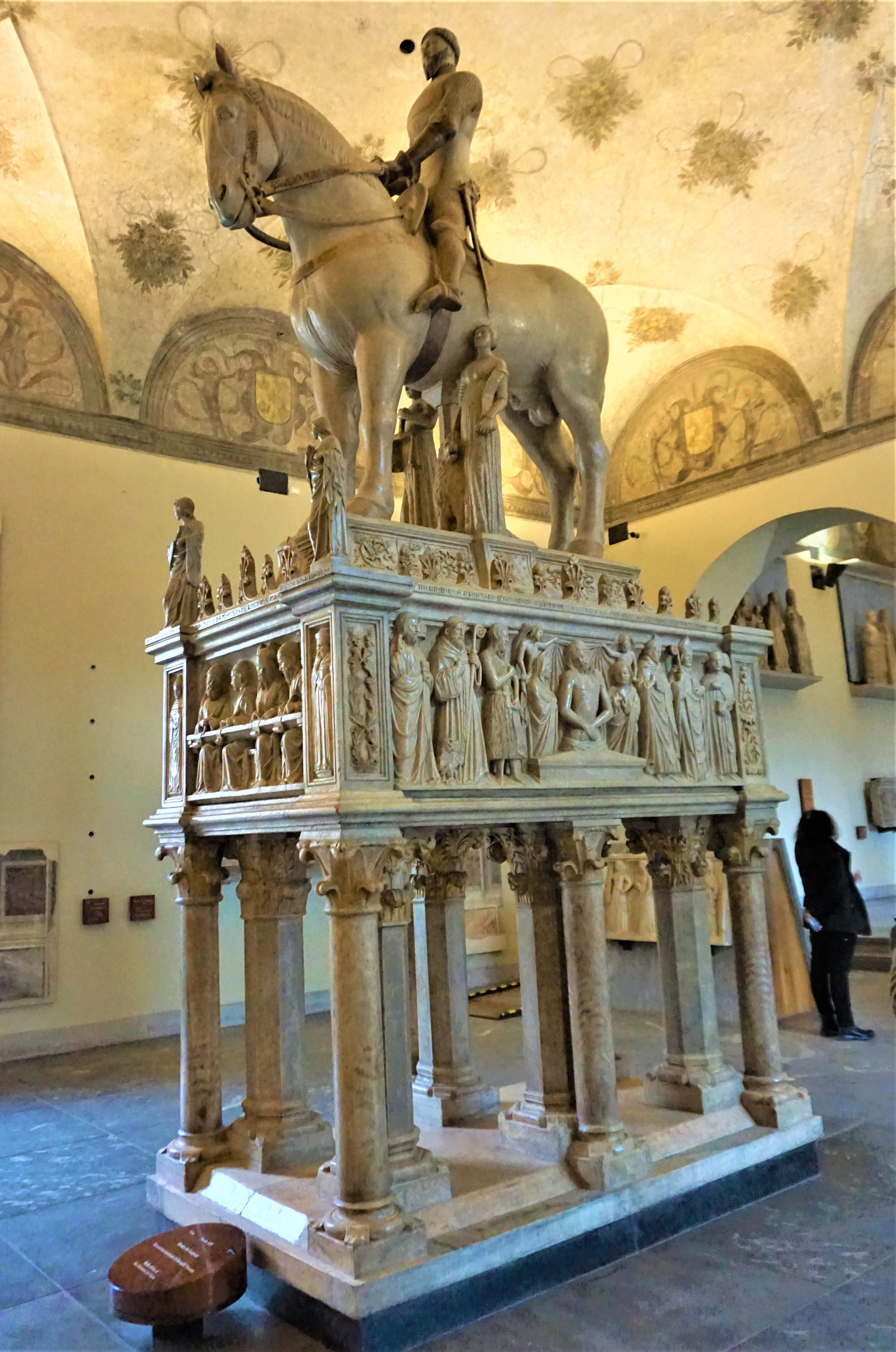
Estatua ecuestre de Bernabé Visconti, ahora en el Castillo Sforzesco. Obra del escultor Bonino da Campione

Bernabé era un aliado del duque Esteban II de Baviera, tres de sus hijas se casaron con descendientes de Esteban. Tuvo 17 hijos con su esposa Beatrice Regina della Scala:
1. Taddea Visconti (1351 - 28 de septiembre de 1381), duquesa consorte de Baviera-Ingolstadt, casada el 13 de octubre de 1364 con Esteban III de Wittelsbach, duque de Baviera-Ingolstadt, con quien tuvo tres hijos, incluyendo a Luis VII de Wittelsbach, futuro duque de Baviera-Ingolstadt, y a Isabel de Baviera, Reina consorte de Carlos VI de Francia;
2. Viridis Visconti (1352-1414), esposa de Leopoldo III de Habsburgo, duque de Austria Interior, con el cual tuvo 6 hijos, incluyendo a los futuros duques de Austria Guillermo de Habsburgo, Leopoldo IV de Habsburgo, Ernesto I el Férreo de Habsburgo y Federico IV de Habsburgo;
3. Marco Visconti (noviembre de 1353-1382), casado con Isabel de Baviera;
4. Rodolfo Visconti (1358-1388), señor de Parma;
5. Ludovico Visconti (1358-7 de marzo de 1404), señor de Lodi y gobernador de Parma, casado con Violante Visconti, viuda de Leonel de Amberes, tuvieron un hijo, Giovanni Visconti, que nació después de 1382;
6. Carlo Visconti (septiembre 1359-agosto 1403), señor de Parma, casado con Beatriz de Armagnac, hija de Juan II de Armagnac y Juana de Périgord, tuvieron 4 hijos;
7. Valentina Visconti (1360–1393), casada primero en 1378, con Pedro II de Chipre y en segundo lugar con Galeazzo, Conde de Virtù, de su primer esposo tuvo una hija que murió joven;
8. Caterina Visconti (1361–17 de octubre de 1404), duquesa de Milán, casada el 2 de octubre de 1380 con su primo-hermano Gian Galeazzo Visconti, I duque de Milán, con quien tuvo dos hijos, Gian Maria Visconti, II Duque de Milán; y Filippo Maria Visconti, III Duque de Milán, padre de Bianca Maria Visconti con Agnese del Maino;
9. Agnese Visconti (1362-1391), casada en 1380 con Francesco I Gonzaga, señor de Mantua. Agnes fue ejecutada por adulterio. La pareja tuvo una sola hija, Alda Gonzaga (¿?-30 de julio de 1405);
10. Antonia Visconti (¿?-muerta 26 de marzo de 1405), esposa de Eberhard III de Wurttemberg. Tuvieron tres hijos: el futuro conde Eberhard IV de Wurttemberg y otros dos que murieron jóvenes;
11. Mastino Visconti (¿?-muerto 1404), casado con su prima-hermana Antonia della Scala (muerta en 1400), hija de Cangrande II, señor de Verona;
12. Maddalena Visconti (1366-17 de julio de 1404), esposa de Federico de Wittelsbach, duque de Baviera-Landshut, con el que tuvo cinco hijos, incluyendo a Enrique XVI de Wittelsbach, futuro duque de Baviera-Landshut, y a Isabel de Baviera-Landshut, esposa del elector Federico I de Brandeburgo;
13. Aymonette Visconti (¿?-¿?), esposa de Luis I de Berton des Balbes;
14. Giammastino Visconti (1370- 19 de junio de 1405), esposo de Cleofa della Scala (m. 1403), hija de Antonio I della Scala, señor de Verona, con quien tuvo tres niños.
15. Lucia Visconti (1372-14 de abril de 1424), casada con Edmund Holland, IV conde de Kent, hijo de Thomas Holland, II conde de Kent. Sin descendencia;
16. Elisabetta Visconti (1374-2 de febrero de 1432), casada el 26 de enero de 1395 con Ernesto de Wittelsbach, duque de Baviera-Múnich, con quien tuvo cinco hijos, incluyendo a Alberto III de Wittelsbach, futuro duque de Baviera-Múnich.
17. Anglesia Visconti (1377-12 de octubre de 1439), casada en enero de 1400 con Jano de Chipre, matrimonio disuelto en 1407/1409; Jano se casaría en 1411 con Carlota de Borbón-La Marche con quien tuvo seis niños.

Su descendencia ilegítima con Donnina del Porri, legitimados en una ceremonia después de la muerte de su esposa en 1384, fueron los siguientes:
- Palamedes (m. 1402).
- Lancelloto.
- Sovrana, casada con Giovanni de Prato.
- Ginebra, casada con Leonardo Malaspina (m. 1441).
- Enrica, casada con Franchino Rusca.

Además, Bernabé tuvo otros hijos ilegítimos de otras amantes: 
- Con Beltramola Grassi:
  - Ambrosio (1343 - muerto en combate Caprino Bergamasco, 17 de agosto de 1373), condotiero y el gobernador de Pavía.
  - Isotta († 1388), casada en 1378 con el conde Lutz von Landau, condotiero bajo el nombre de Lucio Tierra (m. 1398).
  - Héctor (m. 1413), que tomó brevemente el señorío de Milán (16 de mayo a 12 de junio de 1412), se casó con Margarita Infrascati.
  - Ricarda, casada con Bernardo, señor de La Salle (m. 1391).

- Con Montanina de Lazzari:
  - Sagramoro († 1385), señor de Brignano, casado con Achiletta Marliani. Actuales rappresentante, los Marazzani Visconti Terzi de Piacenza (Italia) dal 1602.
  - Donnina (1360-1406), casada en 1377 con Sir John Hawkwood.

- Con Giovanola Montebretto:
  - Bernarda (d. 1376), se casó con Giovanni Suardi.
  - Valentia, casada con Antonio Gentil Visconti, señor de Belgioioso.

## Enlaces
- Wikimedia Commons alberga una categoría multimedia sobre Bernabé Visconti.
- Biografía (en italiano)

| Predecesor: Luchino Visconti | Señor de Milán (Junto a Giovanni (hasta 1354), Mateo II (hasta 1354), Galeazzo (hasta 1378) y Gian Galeazzo (desde 1378)) 1349 - 1385 | Sucesor: Gian Galeazzo Visconti |

- Datos: Q378756
- Multimedia: Bernabò Visconti / Q378756